# Asola, Lombardiet
Asola är en ort och kommun i provinsen Mantua i regionen Lombardiet i Italien. Kommunen hade 10 056 invånare (2018).